# 2006年冬季残疾人奥林匹克运动会日本代表团
2006年冬季残疾人奥林匹克运动会日本代表团是日本派出的2006年冬季残疾人奥林匹克运动会代表团。获得2枚金牌、5枚银牌和2枚铜牌。